# Léber Ottó
Léber Ottó (Tatabánya, 1940 – Tatabánya, 2010) labdarúgó, hátvéd.

## Pályafutása
1961 nyarán igazolt Tatabányáról az Oroszlányi Bányászba. 1964 és 1971 között volt a Tatabányai Bányász labdarúgója. Az élvonalban 1964. május 10-én mutatkozott be a Komlói Bányász ellen, ahol csapata 5–1-es győzelmet aratott. Tagja volt az 1964-es és 1966-os bronzérmes csapatnak. Összesen 22 élvonalbeli mérkőzésen lépett pályára.

## Sikerei, díjai
- Magyar bajnokság
  - 3.: 1964, 1966